# Monika Kryemadhi
Monika Kryemadhi (Tirana, 1974. április 9. –) albán politikus, parlamenti képviselő, a Szocialista Mozgalom az Integrációért vezető tagja.

## Élete
A Petro Nini Luarasi Középiskolában és a Dora d’Istria Főiskolán tanult. 1992-ben nyerte el a jogot, hogy a Tudományos Fakultáson tanulhasson biokémiát. 1999-ben a garmisch-partenkircheni George Marshall Centerben tanult regionális biztonságpolitikát. 2000 és 2002 között a Tiranai Egyetem gazdasági karán tanult, a Nebraskai Egyetemmel együttműködésben. Más posztgraduális tanulmányokat is végzett.

## A politikában
1991-ben a FRESSH alapító tagjai között volt. 1992 januárjában az elnökség tagja lett, ugyanezen év májusában főtitkárrá választották. 2002 áprilisáig volt a FRESSH elnöke. 1995 és 2000 között az Ifjúsági Szocialista Internacionálé (IUSY) alelnöke volt. 1991 decembere és 2004 szeptembere közt volt az Albán Szocialista Párt tagja. 2001 és 2005 közt az albán nemzetgyűlés tagja is volt, kétszer beválasztották a tiranai önkormányzatba is, melynek az Európai Tanácsba is küldöttje volt. 2004 szeptemberében a Szocialista Mozgalom az Integrációért (LSI) alapítói között volt. 2017-ben az LSI tiranai szervezetének főtitkára, az LSI tagja. Férjével, Ilir Meta korábbi miniszterelnökkel három gyermekük van.

## Televízió
A Kënga Magjike 07 televíziós show-műsorban Majlinda Bregu miniszterrel énekelt duettet.

## Fordítás
Ez a szócikk részben vagy egészben  a   Monika Kryemadhi című angol Wikipédia-szócikk ezen változatának fordításán alapul.  Az eredeti cikk szerkesztőit annak laptörténete sorolja fel. Ez a jelzés csupán a megfogalmazás eredetét és a szerzői jogokat jelzi, nem szolgál a cikkben szereplő információk forrásmegjelöléseként.